# Fregenia prolai
Fregenia prolai is een vlinder uit de familie snuitmotten (Pyralidae). De wetenschappelijke naam is voor het eerst geldig gepubliceerd in 1947 door Hartig.
De soort komt voor in Europa.